# Crematogaster moqorensis
Crematogaster moqorensis är en myrart som beskrevs av Bohdan Pisarski 1967. Crematogaster moqorensis ingår i släktet Crematogaster och familjen myror. Inga underarter finns listade i Catalogue of Life.